# Enganyapastors grinyolant
Caprimulgus griseatus és una espècie d'ocell de la família dels caprimúlgids (Caprimulgidae) coneguda en anglès com "chirruping nightjar" (enganyapastors grinyolant).

## Taxonomia
Les seues dues subespècies eren incloses fins fa poc a l'espècie Caprimulgus affinis. Modernament han estat considerades una espècie de ple dret arran treballs com ara Sangster et al. 2021.

## Hàbitat i distribució
Habita zones amb bosc obert, planures amb herba i matollars i encara medi urbà de les terres baixes de les illes Filipines.